# 張研農
張 研農（ちょう けんのう、1948年11月 - ）は、中華人民共和国の官僚・政治家。四川省閬中県出身。元人民日報社総編集長、社長。

## 経歴
1948年11月、四川省閬中県で生まれる。早く北京101中学校で勉強して、中国人民解放軍空軍に入隊しました。1969年8月に中国共産党入党。1987年に中国共産党中央統一戦線工作部研究室へ入局した。1992年、中国共産党中央宣伝部副秘書長に転出。1996年から人民日報社に入り、副総編集長を経て2003年に社長・総編集長就任。2014年4月に退任し、政界から引退した。2016年11月、中華全国新聞工作者協会の主席に当選しました。